# Chancellor (Dakota du Sud)
Pour les articles homonymes, voir Chancellor (homonymie).
Chancellor est une municipalité américaine située dans le comté de Turner, dans l'État du Dakota du Sud.
Fondée en 1895, la localité est nommée par ses habitants d'origine allemande en l'honneur du chancelier Otto von Bismarck.

## Démographie
Selon le recensement de 2010, Chancellor compte 264 habitants. La municipalité s'étend sur 0,22 milles carrés (0,57 km2).
| 1910 | 1920 | 1930 | 1940 | 1950 | 1960 |
| ---- | ---- | ---- | ---- | ---- | ---- |
| 160  | 280  | 207  | 232  | 193  | 214  |

| 1970 | 1980 | 1990 | 2000 | 2010 | - |
| ---- | ---- | ---- | ---- | ---- | - |
| 220  | 257  | 276  | 328  | 264  | - |